# Michele Novaro

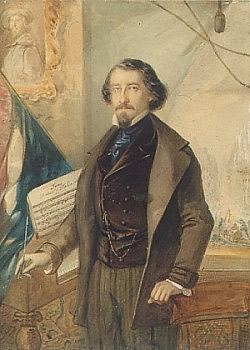
Michele Novaro

Michele Novaro (* 23. Dezember 1818 in Genua; † 21. Oktober 1885 ebenda) war ein italienischer Komponist. Aus seiner Feder stammt die Nationalhymne Italiens Il Canto degli Italiani („Fratelli d’Italia“).
Nach einem Studium an der Gesangschule in Genua ist der überzeugte Liberale 1847 als Sänger in Turin, wo er circa zehn nationalistische Texte für die Freiheit Italiens komponierte und Spenden für Giuseppe Garibaldi sammelte. Als Geschäftsmann völlig untalentiert, starb er 1885 verarmt in Genua, ohne aus seinen berühmten Liedern Gewinn gezogen zu haben. Er ist begraben im Monumentalfriedhof Staglieno bei Genua, neben der Gruft des italienischen Unabhängigkeitskämpfers Giuseppe Mazzini.
| Personendaten    | Personendaten           |
| ---------------- | ----------------------- |
| NAME             | Novaro, Michele         |
| KURZBESCHREIBUNG | italienischer Komponist |
| GEBURTSDATUM     | 23. Dezember 1818       |
| GEBURTSORT       | Genua                   |
| STERBEDATUM      | 21. Oktober 1885        |
| STERBEORT        | Genua                   |